# Kútfejek
A Kútfejek egy 2005-ben készült és 2006-ban bemutatott magyar akcióvígjáték.

## Cselekménye
Tamás, az életunt reklámguru a sors fintora folytán túszul esik egy benzinkútrablásnál. Fogolytársainál már csak az őket sakkban tartó bűnözők lököttebbek, így aztán sosem lehet tudni, hogy épp kinél van a fegyver és hogy mikor sül el. A díszes társaságban szinte senki sem az, akinek mondja magát, miközben a háttérből néha bezavar a focivébé és feltűnik egy titokzatos dolgokkal teli konténer is. A végén ráadásul még az amerikai elnök is a képbe kerül.

## Szereplők
- Vili – Dörner György
- Jani – Kaszás Attila
- Tamás – Fenyő Iván
- Böbe – Ullmann Mónika
- Dorka – Holecskó Orsolya
- Mehár – Gesztesi Károly
- Patkány – Kálloy Molnár Péter
- Stefán – Selmeczi Roland
- Dezső – Debreczeny Csaba
- Stefán apja – Szilágyi István
- Motoros rendőr – Oberfrank Pál
- Kisfiú apja – Erdélyi Zsolt
- Kisfiú – Penke Bence
- Anya – Pápai Erika
- Vendég – Hirtling István
- Ódón – Szerednyey Béla
- Stoppos – Görög László

## Érdekességek
- A filmben összesen 48-szor kérdeznek vissza. (Mi? Tessék?)
- Ez volt Selmeczi Roland utolsó előtti filmje.
- A film szinte teljes egészében egy magyarországi benzinkúton játszódik, e jeleneteket a Polgárdi határában, a 7-es főút mellett található PJ benzinkúton (azóta AVIA benzinkút) forgatták.

## Nézettség
A nézettségi adatok szerint 101 850 jegyet adtak el rá.